# Bieciuny (majątek)
Bieciuny (lit. Bėčiūnai) – dawny majątek. Tereny, na których był położony, leżą obecnie na Litwie, w okręgu uciańskim, w rejonie ignalińskim, w gminie Ignalino.

## Historia
W czasach zaborów folwark w gminie Daugieliszki, w powiecie święciańskim, w guberni wileńskiej Imperium Rosyjskiego
W dwudziestoleciu międzywojennym majątek leżał w Polsce, w województwie wileńskim, w powiecie święciańskim, w gminie Daugieliszki.
W 1931 w 5 domach zamieszkiwało 37 osób.
Miejscowość należała do parafii rzymskokatolickiej w Połusze i prawosławnej w Michałowie. Podlegała pod Sąd Grodzki w Święcianach i Okręgowy w Wilnie; właściwy urząd pocztowy mieścił się w Ignalinie.
Ostatnimi właścicielami majątku byli Marianna, Jadwiga i Jonasz Czerniawscy. Obecnie zachowały się jedynie część budynków dawnego dworu.